# 안토니누스 피우스

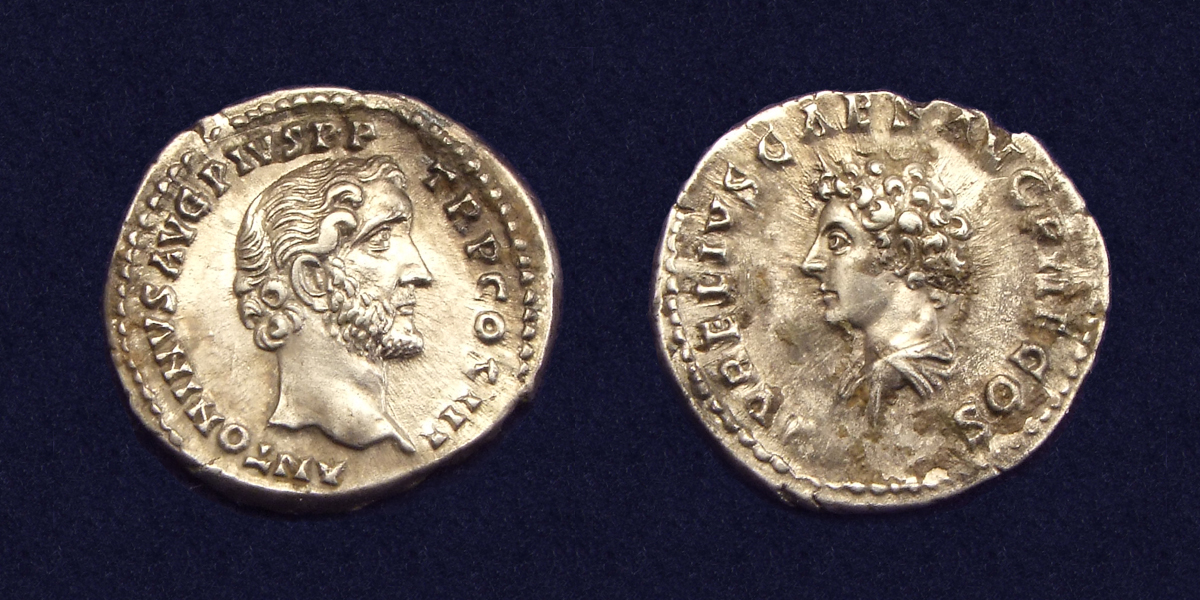
안토니누스 피우스 (앞면)와 그의 양자 마르쿠스 아우렐리우스 (뒷면)의 초상이 새겨진 140년의 데나리우스. 비문: ANTIVS P. P., TR. P., CO[N]S. III / AVRELIVS CAES. AVG. PII F. CO[N]S.

안토니누스 피우스(Antoninus Pius, 86년 9월 19일 – 161년 3월 7일)는 138년부터 161년까지 재위한 로마 제국의 제15대 황제이다. 네르바-안토니누스 왕조의 5현제 중의 한 명이다.
원로원 가문 출신에서 태어난, 안토니누스는 하드리아누스 치세에 다양한 공직들을 거쳤다. 그는 하드리아누스의 조카인 파우스티나와 혼인했고, 하드리아누스는 죽기 얼마 전에 그를 아들이자 후계자로서 입양하였다. 안토니누스는 황제 자리에 오른 뒤에 ‘피우스’라는 코그노멘을 얻었으며, 원로원에 그의 양부를 신격화하도록 했거나, 그가 하드리아누스 재위 말년에 하드리아누스가 내린 사형 명령에서 원로원 의원들을 살려줬기 때문일 것이다. 그의 치세는 대규모 반란이나 군사 공격이 없는 제국의 평화로운 상태와 그가 이탈리아를 단 한번도 떠나지 않고 제국을 다스린 것으로 유명하다. 그의 재위 초기에 스코틀랜드 남부에 대한 성공적인 군사 원정은 안토니누스 방벽 건설로 이어졌다.
안토니누스는 효율적인 행정가이기도 하였으며, 후임자들에게 막대한 국고 잉여금을 남겨주었고, 제국 전역에 식수에 대한 접근성을 행상시켰으며, 법적 일치성을 장려하였고, 해방노예의 설립을 촉진했다. 그는 161년에 지병으로 사망했고 양자들인 마르쿠스 아우렐리우스와 루키우스 베루스가 공동 황제로서 뒤를 이었다.

## 어린 시절

### 어린 시절과 가정
안토니누스는 이탈리아의 라누비움 (현재 라누비오) 근처에서 89년의 집정관이던 티투스 아우렐리우스 풀부스와 그의 아내인 아리아 파딜라의 아들인 티투스 아우렐리우스 풀부스 보이오니우스 아리우스 안토니누스(Titus Aurelius Fulvus Boionius Arrius Antoninus)라는 이름으로 태어났다. 아우렐리우스 풀부스(Aurelii Fulvi) 씨족은 네마우수스 (오늘날 님)에 정착한 아우렐리우스 가문의 일원이었다. 티투스 아우렐리우스 풀부스는 동명의 이름을 가졌던 원로원 의원의 아들로, 그의 아버지는 갈리카 제3군단의 군단장 시절에 황제 자리를 노리던 베스파시아누스를 지지했고 보좌집정관과 추가로 85년에 도미티아누스 황제 치세 때 직권 집정관직이라는 보상을 받았다. 아우렐리우스 풀부스 씨족은 따라서 플라비우스 왕조의 후원을 받아 그 중요도를 키웠던, 갈리아 나르보넨시스에 기반을 두었던 상대적으로 신생 원로원 가문이었다. 안토니누스 가문과 그의 고향 지역 간의 연결성은 2세기 후반기에 갈리아 나르보넨시스 지역의 프로콘술직의 커져가던 중요성을 설명한다.
안토니누스의 아버지는 그 외에 자식을 가지지 못했고 89년에 직권집정관직을 하다 얼마 안되어 사망하고 말았다. 안토니누스는 고결한 인간이자 문화인, 소플리니우스의 친구라고 동시대 사람들한테 생각되던 친할아버지인 그나이우스 아리우스 안토니누스한테서 자랐다. 아리우스 안토니누스 씨족은 네르바 집권기에 영향력이 아주 강했던, 이탈리아를 기반으로 한 오래된 원로원 가문이었다. 안토니누스의 어머니인 아리아 파딜라는 이후 98년에 보좌집정관이던 푸블리우스 율리우스 루푸스와 혼인하여 아리아 루풀라(Arria Lupula)와 율리아 파딜라(Julia Fadilla)라는 딸 둘을 두었다.

### 혼인과 자녀
110년과 115년 사이의 어느 시기에, 안토니누스는 안니아 갈레리아 파우스티나 마이오르와 혼인했다. 이들은 행복한 결혼 생활을 지낸 것으로 여기진다. 파우스티나는 집정관 마르쿠스 안니우스 베루스와 루필리아 파우스티나 (황후 비비아 사비나의 이복 자매)의 딸이었다. 파우스티나는 그녀의 성격에 대한 루머에도 불구하고 (근본적으로 증명된 바는 없다) 아름다운 여인이었고, 안토니누스가 그녀를 깊이 챙겼다는 것은 분명하다.
파우스티나는 아들 둘 그리고 딸 둘 등 자녀 넷을 낳았다. 자녀들은 다음과 같다:
- 마르쿠스 아우렐리우스 풀부스 안토니누스 (Marcus Aurelius Fulvus Antoninus, 138년 이전 사망): 그의 매장용 금석문이 로마의 하드리아누스 영묘에서 발견되었다.[13][14]
- 마르쿠스 갈레리우스 아우렐리우스 안토니누스 (Marcus Galerius Aurelius Antoninus, 138년 이전 사망): 그의 매장용 금석문이 로마의 하드리아누스 영묘에서 발견되었다.[13][15] 그의 이름은 그리스 지역의 로마 동전에서 나타난다.
- 아우렐리아 파딜라 (Aurelia Fadilla, 135년 이전 사망): 그녀는 145년의 집정관 루키우스 플라우티우스 라미아 실바누스와 혼인했다. 그녀는 남편과 사이에서 자녀는 없었던 것으로 보이며 이탈리아에서 그의 매장용 금석문이 발견되었다.[16]
- 안니아 갈레리아 파우스티나 미노르 (Annia Galeria Faustina Minor) 혹은 소 파우스티나 (125년과 130–175년 사이): 미래의 로마 황후이며, 146년에 외가친척인 마르쿠스 아우렐리우스와 혼인했다.[5]

파우스티나가 141년에 사망하자, 안토니누스는 크게 비통에 빠졌다. 아내에 대한 추억을 기념하며, 그는 원로원에 아내를 신격화 해달라고 하는 요청을 하였고, 그녀의 이름으로 포로 로마노에 관리하는 사제들이 상주하는 신전에 대한 건설 인가를 내렸다. 그는 아내를 기념하며 아내의 초상이 담긴 다양한 주화들을 만들어냈다. 이 주화들은 "DIVA FAUSTINA"라는 문구가 새겨져 있었고 정교하게 장식이 되어 있었다. 그는 추가적으로 자선단체를 설립하고, 이를 ‘Puellae Faustinianae’ 혹은 ‘파우스티나의 소녀들’이라 부르며, 훌륭한 가문의 빈곤한 소녀들을 도왔다. 마지막으로, 안토니누스는 새로운 ‘알리멘타’ 정책을 짜내기도 했다 (로마의 곡물 공급 참조).
안토니누스는 재혼을 하지 않았다. 대신에, 그는 파우스티나의 해방노예 중 한 명이었던 갈레리아 리시스트라테와 동거하였다. 축첩은 고대 로마에서 권력가들이 이따금씩 택한 여성과의 교제 방식이었으며, 특히나 베스파시아누스, 마르쿠스 아우렐리우스 같은 홀아비들이 이런 경우였다. 이들의 관계에선 안토니누스의 후임자들 같은 상속자들을 위협하는 친생자가 생길 수 없었다. 또한, 동시에 배우자 혹은 공식적인 첩 (또는 첩 두 명)을 둘 수 없어서, 안토니누스는 또다른 귀족 가문의 여성과 혼인에 놓이는 걸 기피했다. (이후에, 마르쿠스 아우렐리우스 역시도 계모한테서 자신의 아이들을 지킨다는 이유로 루키우스 베루스의 자매이자 과거 약혼녀였던 케이오니아 파비아의 구애를 거부했고 대신에 첩을 두었다.)

## 하드리아누스의 총애

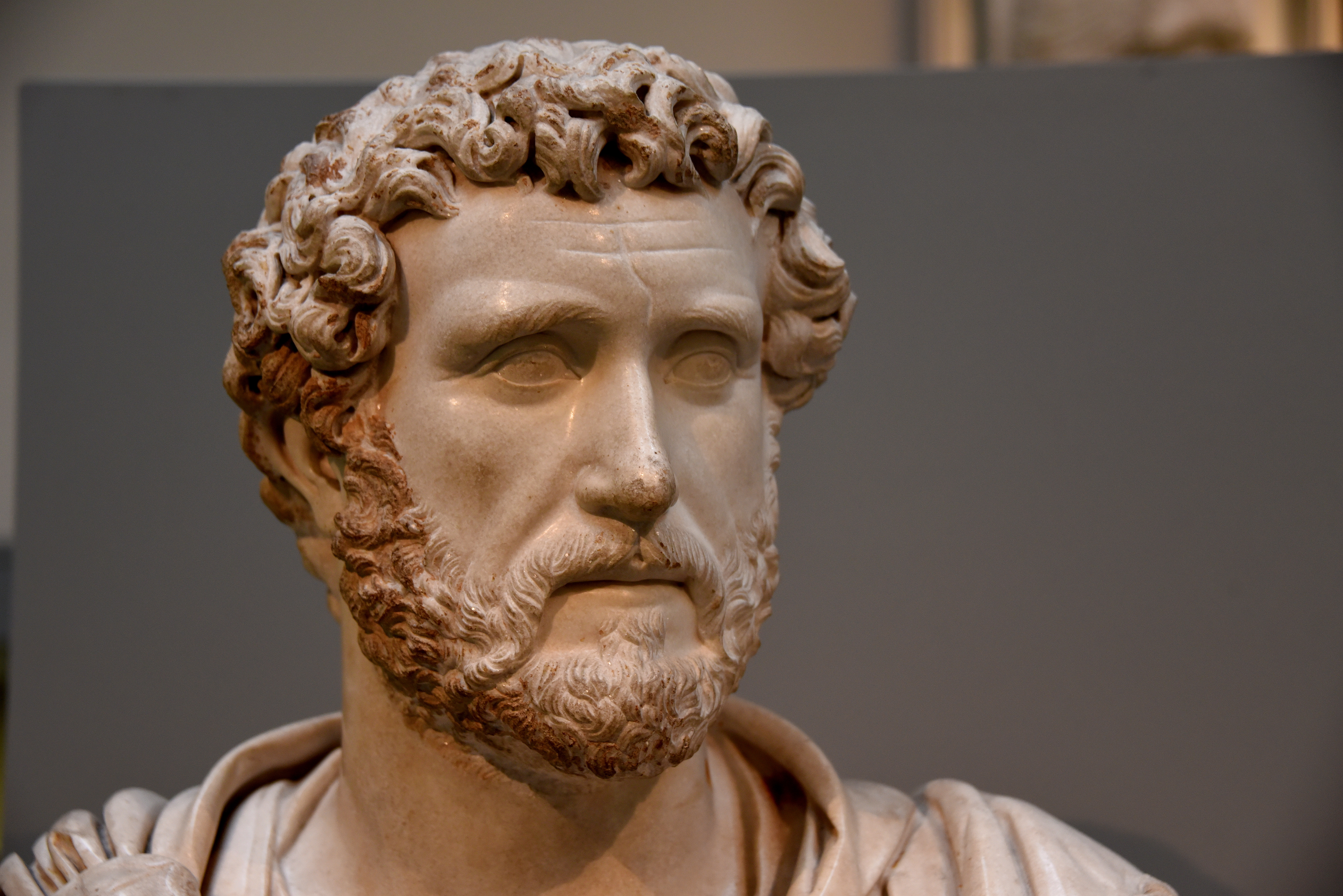
안토니누스 피우스의 대리석 흉상 (재위: 서기 138-161년. 런던 대영박물관 소장

평균 이상의 성공으로 재무관과 법무관 등의 공직들을 거친, 안토니누스는 120년에 집정관직을 얻었고 동료 집정관으로 루키우스 카틸리우스 세베루스를 두었다. 다음으로 그는 하드리아누스 황제에게 이탈리아를 관리하는 네 프로콘술 중 한 명으로 임명되었으며, 그의 권역은 그가 토지를 가지고 있던 에트루리아를 포함했다. 그 뒤로 그는 134-135년 기간으로 추정되는 아시아 속주의 프로콘술로서 행위로 크게 명성이 커졌다.
그는 하드리아누스한테 많은 총애를 얻었으며, 하드리아누스는 첫 양자 루키우스 아일리우스가 사망한 뒤에 안토니누스가 다음 차례에 향후에 로마 황제들인 마르쿠스 아우렐리우스와 루키우스 베루스가 된 아내의 형제의 아들인 마르쿠스 안니우스 베루스 그리고 루키우스 아일리우스의 아들 루키우스를 입양하는 조건으로 안토니누스를 아들이자 후계자로서 138년 2월 25일에 입양하였다. 그는 또한 통치를 대비하여 ‘임페라토르 티투스 아일리우스 카이사르 안토니누스’(Impertator Titus Aelius Caesar Antoninus)라는 존호를 일시적으로 썼다. 안토니누스의 임명에 대해서 다른 잠재적 황제 후보들의 일부 반대가 있었던 것으로 보이며, 이 중에는 그의 과거 동료 집정관이자 당시에 로마의 프라이펙투스였던 루키우스 카틸리우스 세베루스가 있었다. 그럼에도, 안토니누스는 반대 없이 권력을 장악하였다.

## 황제 시절

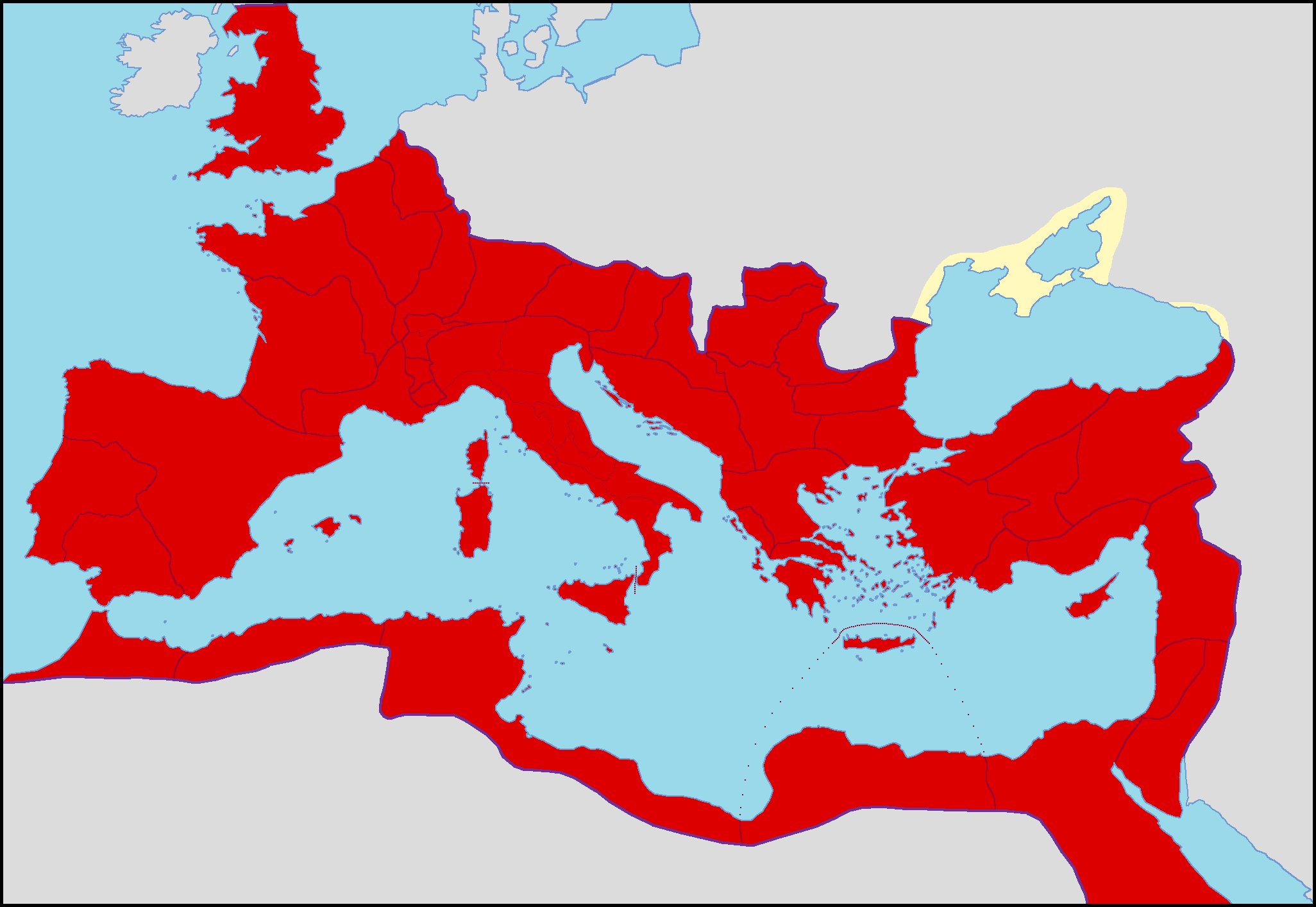
인토니누스 피우스 치세의 로마 제국.

즉위 때, 안토니누스의 이름과 존호는 ‘임페라토르 카이사르 티투스 아일리우스 하드리아누스 안토니누스 아우구스투스 폰티펙스 막시무스’가 되었다. 황제로서 그의 첫 행보들 중 하나는 원로원이 하드리아누스에게 신격화를 해주도록 설득시키는 것이었고, 이에 대해서 원로원은 처음에는 거절하였다. 원로원에 신격화를 부여해달라고 설득하던 안토니누스의 노력은 그의 호칭인 피우스[Pius, “애정이 두터운”(‘피에타스’와 참조)]가 주어진 주요 이유였을 것이다. 이 호칭에 대한 다른 두 가지 이유는 그가 원로원 회의에서 연로한 장인어른을 손을 붙잡고 도와주었던 것과, 그가 하드리아누스가 지병을 앓던 시기에 그가 내린 사형 명령에서 원로원 의원들을 구한 것이었다.
하드리아누스가 사망하자마자, 안토니누스는 마르쿠스에게 찾아가 결혼 계획을 수정해달라고 요청했는데, 케이오니아 파비아에 대한 마르쿠스의 약혼은 취소되고, 대신에 그는 안토니누스의 딸인 파우스티나와 약혼하게 되는 것이었다. 케이오니아의 형제 루키우스 콤모두스에 대한 파우스티나의 약혼 역시도 취소되어야 했다. 마르쿠스는 안토니누스의 제안을 받아들였다.
안토니누스는 신전, 극장, 영묘 등을 짓고, 예술과 과학을 장려하며, 수사학과 철학 교사들에게 영예와 경제적 보상들을 내려주었다. 안토니누스는 황제가 되자, 약간의 변화들만을 주었으며, 가능한 하드리아누스가 설치했던 사항들을 그대로 남겨두었다. 금석 및 인물에 관한 연구는 안토니누스의 제국 통치 수행원단이 가까운 관계의 원로원 가문들 집단 주변으로 중심이 되었고, 이들의 대부분이 하드리아누스 숭배 사제단인 소달레스 하드리아날레스였던 것이 밝혀졌다. 독일 역사가 H.G. 플라움에 따르면, 안토니누스의 통치 수행단에 관한 인물 연구는 원로원 통치 계급의 깊은 보수적 성격을 이해하게 해준다.

## 평화로운 집권기

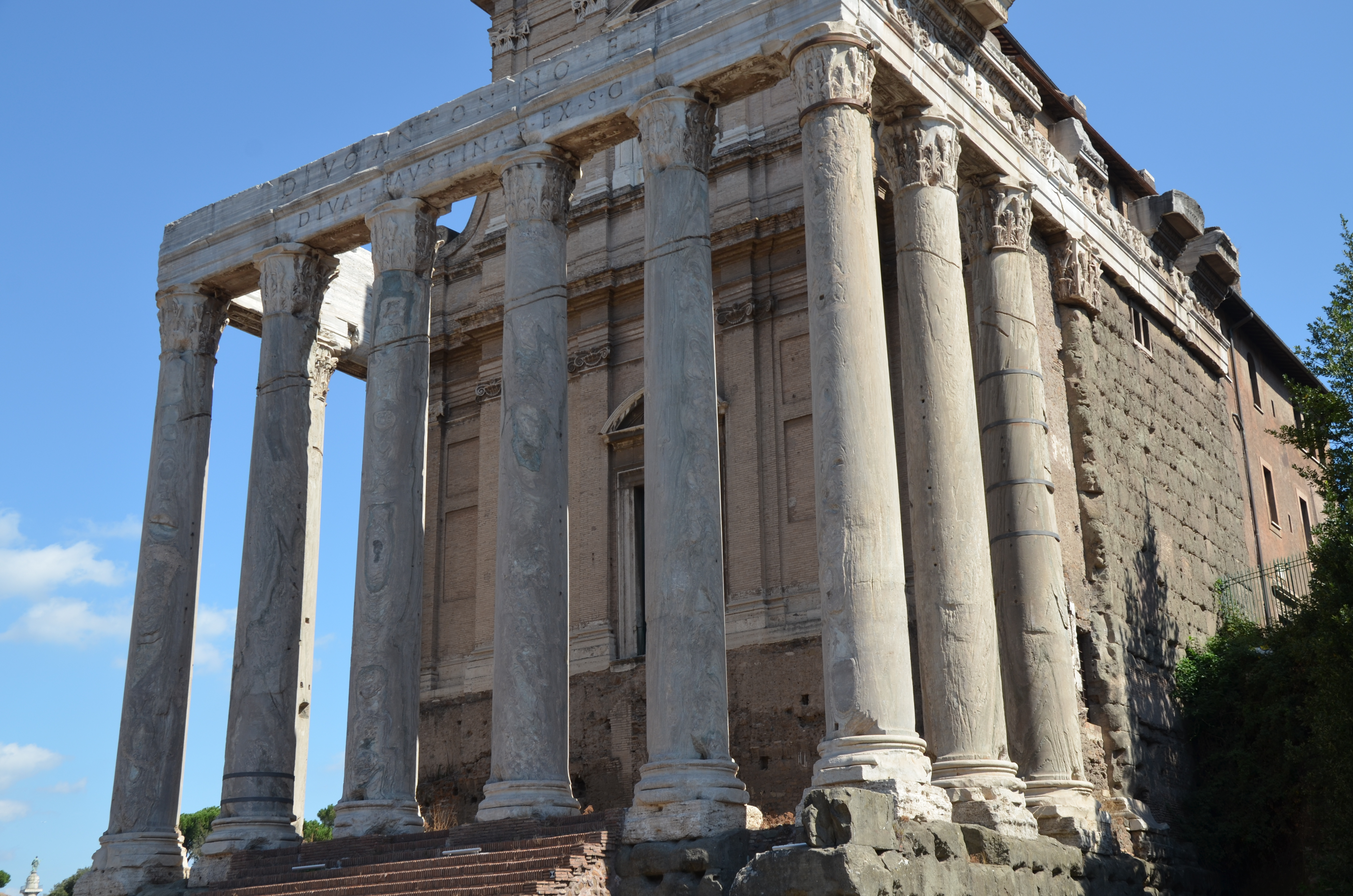
포로 로마노의 안토니누스와 파우스티나 신전 (현재는 산 로렌초 인 미란다 성당). 황제와 그의 ‘아우구스타’는 사후에 마르쿠스 아우렐리우스가 신격화해주었다.

안토니누스의 집권기 때 그가 참여한 군사 관련 업무에 관한 기록들은 존재하지 않는다. 한 현대 역사가는 그에 대해서 “그는 생전에 로마군을 지휘해보기는커녕 본 적조차도 없을 뿐더러 23년간의 집권기 내내 군단이 있는 곳 500 마일 이내에도 간 적이 없다”라고 하였다.
그의 치세는 제국 곳곳에서 몇 차례의 군사적 동요가 있었던 사실에도 불구하고, 원수정 전체 역사에서 가장 평화로운 시기였다. 그의 치세 동요는 마우레타니아에서 일어났으며, 이 지역에서는 일반적인 기사계급의 프로쿠라토르 대신에 원로원 의원이 마우레타니아 팅기타나의 총독으로 부임되었고 판노니아에서 기병대가 지원을 왔고, 살라와 티파사 같은 도시들은 요새화가 되어 있었다. 유사한 동요가 유대 지역, 그리고 브리타니아의 브리간테스족 등에서 일어났으며, 이 사태들 중 그 어느 것도 심각하다고 여겨지지 않는다. 그렇지만 안토니누스는 누미디아인이자 과거 게르마니아 인페리오르 총독일뿐만 아니라 노부스 호모였던 퀸투스 롤리우스 우르비쿠스를 139년에 브리타니아의 총독으로 임명하며
새롭고 한층 더 공격적인 방식을 따르기로 결정했다.
황제의 지시로, 롤리우스는 스코틀랜드 남부 공격에 착수하여, 일부 대단한 승리를 거뒀고, 포스만에서 클라이드만까지 이어지는 안토니누스 방벽을 지었다. 그렇지만 안토니누스 방벽은 곧 150년대 중반 기간에 서서히 해체되었고 마침내 160년대 초 기간에 버려졌으며, 그에 대한 이유는 여전히 확실치 않다. 안토니누스 방벽은 히스토리아 아우구스타의 안토니누스 전기 부분이라는 문헌 자료에서 언급됐을 뿐이었다. 파우사니아스는 브리타니아에서 한 전쟁에 대해서 짧고 혼란스러운 언급을 하였다. 안토니누스 방벽 건설에 참여한 아우구스타 제2군단이 세운, 안토니누스를 칭송하는 한 비문에서, 나체의 포로 네 명 중에 그들 중에 하나는 머리가 잘린 인물을 나타내는 한 부조는 일부 실제 전투 모습을 나타낸 것으로 보인다.

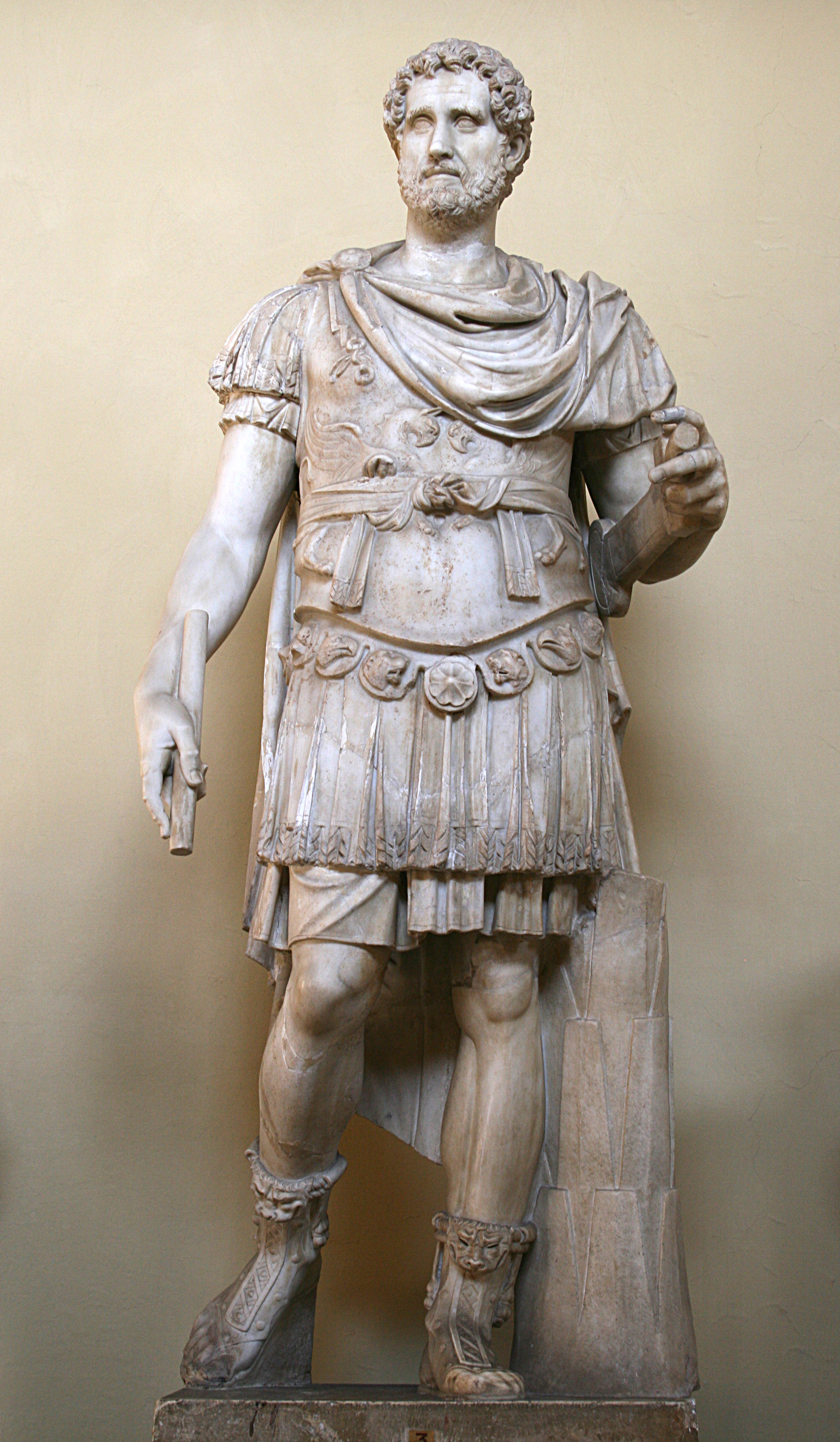
군복과 근육 흉갑을 한 안토니누스 피우스의 조각상 (바티칸 미술관).

안토니누스 방벽이 본래 많이 짧았고 (길이 면에서 73 마일의 하드리아누스 장벽과 대조적으로 37 마일) 하드리아누스 장벽보다 방어하기 쉬웠음에도, 로마 제국으로 편입된 추가 지역은 방목 용도로 쓰기에는 이미 쇠약한 불모지였다. 이는 장벽에 대한 보급선이 몹시 힘겨워서 추가 영토를 유지하는 비용이 거기에사 얻는 수익보다 컸다는 것을 의미했다. 또한 도시화와 그 뒤에 이따르는 로마화 과정이 없어서, 안토니누스 방벽 후방은 지속적으로 안정화 될 수가 없었다.
저지 스코틀랜드에 대한 침입과 안토니누스 방벽 건설이 내부 정치와 주로 관련이 있으며, 이 행위가 안토니누스에게 정권 시작 시점에 일부 조금은 필수적인 군사적 명성을 가져다줄 기회를 제공했을 것으로 추측된다. 실제로, 브리타니아 원정은 142년에 황제의 초창기 때 이뤄졌으며 임페라토르 직위로서 두 번째 (마지막)로 공식적으로 행한 행위였다. 브리타니아에서 승리를 알리는 같은 시기대의 주화들이 만들어졌다는 사실은 자신의 업적을 선전하려는 안토니누스의 욕구를 나타낸다. 이후에 연설가 프론토는 안토니누스가 다른이들에게 브리타니아 원정에 대한 지시를 내렸다하더라도, 그는 원정을 이끌었던 조타수으로 생각될 수밖에 없으며 따라서 이에 따른 영광은 그에게 속한 것이었다.
어느 정도 군사적 성취를 위한 이 원정이 실질적인 필요성에 대해 행해진 것이라는 것은 안토니누스 치세가 상대적으로 평화로웠음에도 황제위 찬탈 시도에서 자유로웠지 않았다는 사실에서 확인된다. 히스토리아 아우구스타는 원로원 의원들인 코르넬리우스 프리스키아누스(롤리우스 우르비쿠스의 브리타니아 총독 후임자이기도 했으며, 스페인의 평화를 어지럽혔다)와 아틸리우스 루피우스 티타누스 (하드리아누스 때 이미 추방당했던 분란자였다) 등이 있으켰던 두 번의 찬탈 시도를 언급하기도 했다. 두 찬탈 시도는 파스티 오스티엔세스뿐만 아니라 비문에서 프리스키아누스의 이름이 지워진 것에서도 확인되었다. 두 사건 당시에, 안토니누스는 그 후의 진압에 대해 공식적인 관여는 없었는데, 프리스키아누스는 자결을 하였고 티티아누스는 원로원에서 유죄로 판결받았으며, 안토니누스는 이들 가문의 재산을 압류하는 걸 삼갔다.

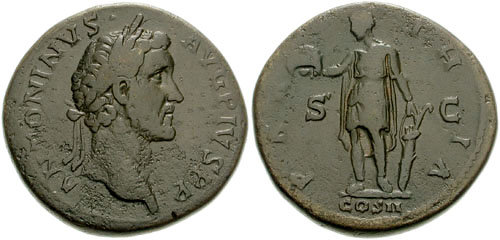
복속된 파르티아 (주화 반대면의 PAR-TH-IA)가 그에게 왕관을 건내는 모습을 보여주는 안토니누스의 주화로, 파르타마스파테스를 둘러싼 사건들 이후에도 파르티아가 여전히 로마에 복속되었다라는 것을 나타내는 공허한 주장을 나타낸다.

다키아 인페리오르에서도 일부 문제가 있었는데 이 문제는 프로쿠라토르 관리관들에게 추가적인 권한 부여와 속주로 추가적인 병력 파견을 필요로 했다. 흑해 북부 해안에서, 그리스 도시인 올비아는 스키타이인들과 대치 중이었다. 또한 그의 치세 기간에 카이우스 포필리우스 카루스 페도(Caius Popillius Carus Pedo)로 추정되는 게르마니아 수페리오르의 총독이 아그리 데쿠마테스에 새로운 요새를 건설했고, 리메스 게르마니쿠스를 그의 속주와 인접한 라이티아에서 앞쪽으로 15 마일 전진시켰다. 동방에선, 아르메니아에 대한 로마의 종주권이 아르사케스 가문의 후예인 소아이모스가 104년에 종속국의 왕이라는 선택을 함으로써 유지되었다.
그럼에도, 안토니누스는 황제들 중에서 실제적으로 특이하였으며 그는 이 문제들을 치세 기간에 이탈리아를 떠나지 않고 처리하는 한편, 속주의 전쟁 및 평화 문제들을 총독들이나 에페소스의 경우처럼 도시들에 황제의 서신을 통해서 처리하였다 (이렇게 처리한 일부는 대대적으로 공개되었다). 이러한 통치 방식은 동시대 사람들과 후대에서도 크게 극찬받았다.
안토니누스는 인도 왕국들 그 중에서도 쿠샨 제국에 알려진 마지막 로마 황제였다. 라울 맥러플린(Raoul McLaughlin)은 아우렐리우스 빅토르 (Aurelius Victor)를 인용하며 "인도인들, 박트리아인들, 히르카니아인들 모두 안토니누스에게 사절단들을 보냈다. 이들은 이 위대한 황제가 지녔던 공정한 정신에 대해서 들었으며, 그 정의는 그의 수려하고 엄숙한 외모, 날씬하고 강한 체격을 통해 돋보였다."라고 하였다. 안토니누스 역병과 북부의 게르만 부족들 상대로 한 전쟁 등의 발생 때문에, 마르쿠스 아우렐리우스의 치세는 외국 정책에 관한 중점 사항들을 바꿀 수밖에 없었고, 극동과 관련한 내용들은 제국의 생존에 직접적으로 연관한 것들에 초점을 맞추며 점차 관심에서 사라졌다.

## 경제와 행정

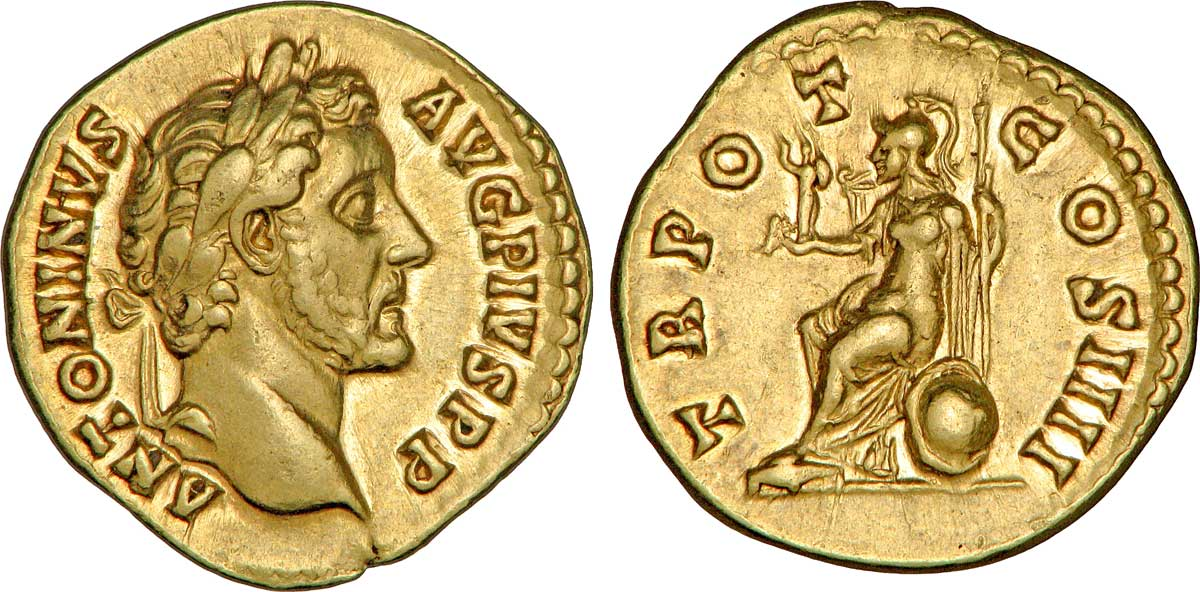
서기 145년의 안토니누스 피우스의 아우레우스. 문구: ANTONINVS AVG. PIVS P. P. / TRibunicia POTestas COnSul IIII

안토니누스는 유능한 행정가이자 건설자로 평가된다. 식수에 대한 로마인들의 자유로운 접근이 로마시뿐만 아니라 제국 전역에 교량과 더불어 도로, 송수로 건설로 늘어나도록 한 대규모 건설 지시와 더불어, 안토니누스는 대략 27억 세스테르티우스의 상당한 공적 자금을 남겨두었다. 로마는 오랜 기간 후임자에게 잉여 자금을 남긴 그 외의 황제가 있지 않았으며, 그럼에도 이 자금은 파르티아와 전쟁 승전이 끝나고 병사들을 통해서 안토니누스 역병이 창궐하면사 안토니누스 치세 이후에 거의 곧바로 다 쓰이고 만다.
안토니누스는 또한 화재가 로마와 나르보나를 덮치고 지진이 로도스섬과 아시아 속주를 강타했을 때처럼 자연재해에 영향을 받은 도시들의 세금 징수를 일시 정지시켰다. 그는 극심한 지진 두 번을 겪은 여러 그리스 도시들에 재건과 회복을 위한 막대한 재정 교부금을 지급했다. 이 지진은 최초에는 140년경에 일어나 주로 로도스와 그 외의 선들에 영향을 주었고, 두 번쨔난 152년에 일어나 키지코스 (이곳에서 하드리아누스를 위해 거대하고 새롭게 지어진 신전에 파괴되었다), 에페소스, 스미르나를 강타했다. 안토니누스의 재정적 도움은 아일리우스 아리스티데스와 파우사니아스 같은 그리스 작가들이 그를 찬사하게끔 했다. 이 그리스 도시들은 안토니누스한테서 일상적인 명예로운 보상을 받았는데, 그는 아시아의 모든 총독들이 부임할 때 에페소스를 거쳐서 각자의 속주로 들어갈 것을 명령하였다. 에페소스는 에페소스가 황제 숭배를 위한 신전 두 곳이 있는 것에 대한 우대(네오코로스)를 인정하고 지지한 안토니누스에게 특히나 총애를 받았으며, 이에 따라 에페소스는 스미르나와 페르가몬을 누르고 황제의 영예로운 칭호를 수려받은 최초의 장소가 되었다.
그리스어권 도시들을 다루는 데 있어서, 안토니누스는 하드리아누스가 지역의 엘리트들, 특히나 지식인들의 환심을 사는 하드리아누스가 도입한 정책을 따랐는데, 철학자, 문학 교사, 수사학자, 수학자 등은 공공 목적의 사적 지출에 관한 의무에서 원칙적으로 면제되었다. 하드리아누스가 부여한 이 특권은 안토니누스가 다이제스트에 남아있는 칙령 (27.1.6.8)을 통해 확립되었다. 안토니누스는 또한 아테네에서 수사학 수업 강좌를 개설하기도 했다.
안토니누스는 로마와 외국 모두의 종교 의식 및 공식적 행사들의 열성적인 주관자로 알려져 있다. 대지모에게 바쳐진 공식적 숭배를 점차 형식화한 것으로 알려져 있으며, 그의 치세부터 과거에는 사적인 의식이었으나 이때부터는 로마 황제의 번영을 위해 행해진 황소 희생 의식인 타우로볼리움이 포함되었다. 안토니누스는 또한 미트라 교단에 대해서 후원을 하였는데, 그는 오스티아에 미트라 신전을 세웠다. 148년에, 그는 로마 건설 900주년 행사식을 거행했다.

## 법률 개혁

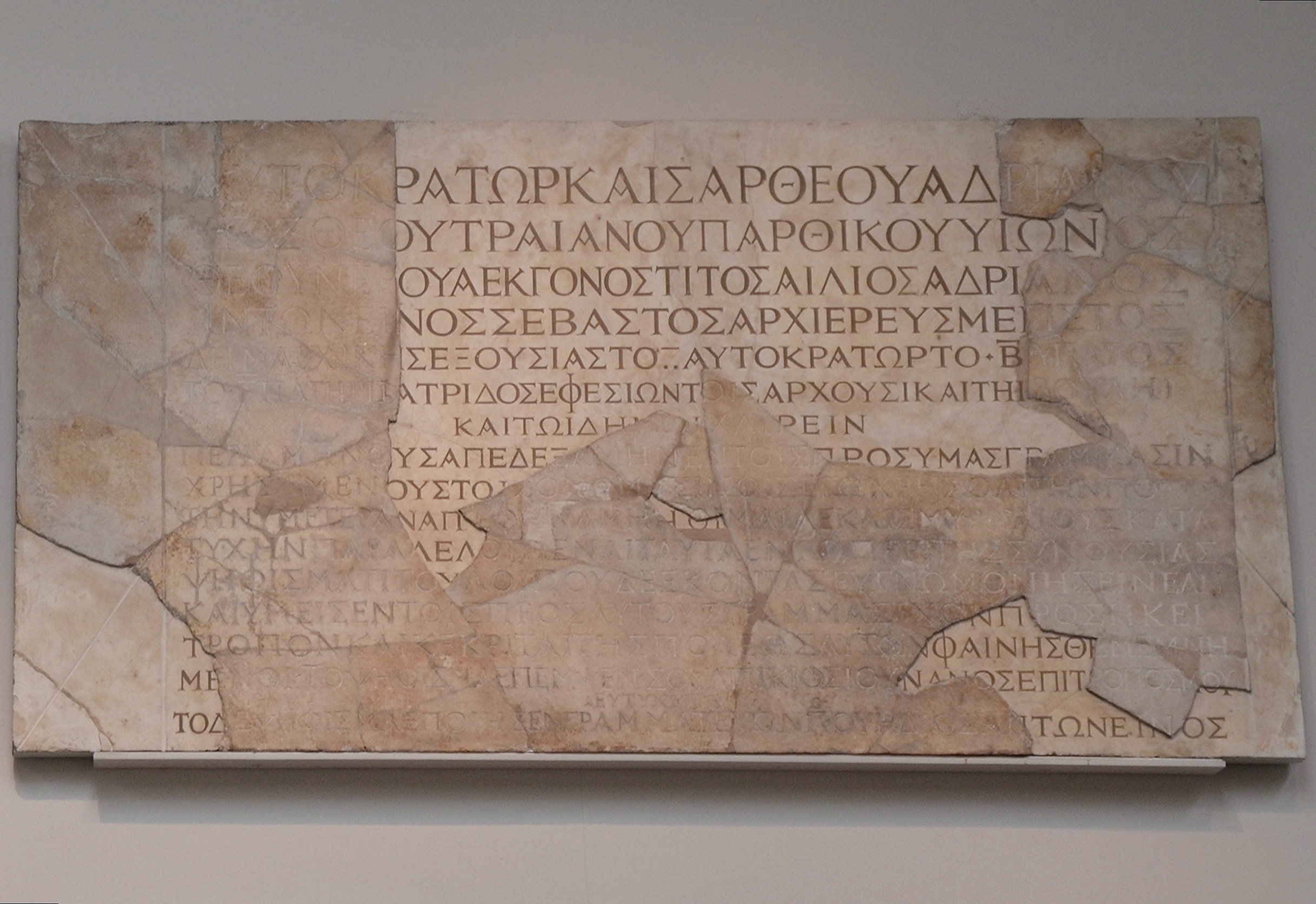
에페소스의 불레우테리온에서 나온 서기 140-44년 당시 대리석에 새겨진 안토니누스 피우스가 에페소스인들에게 보낸 서신의 복사본으로, 황제가에페소스와 스미르나 사이의 분쟁을 어떻게 해결했는지를 설명한다.
(런던 대영박물관)

안토니누스는 자신의 역량이 얼마나 과장되고 불확실한지는 상관없이, 자기자신을 ‘공화정’(res publica)의 정무관으로 그려지도록 하였다. 그는 제국의 국고를 분할한 피스쿠스에 대해서 인정을 받고 있다. 이 분할은 국고를 두 개로 구분하는 것과 관련이 있었다. 일차적으로, 황제 권좌에 앉는 각 후계자의 세습재산인 황제의 자산을 뜻하는 피스쿠스 혹은 파트리모니움(patrimonium)은 황제 가문에서 과거의 신분에 상관없이 공직에 오르는 후임자들에게 전해졌다. 두 번째로, 사적(res privata) 재산은 내탕금처럼 황제와 그의 가문의 개인적 관리에 달려 있는 것이었다. ‘히스토리아 아우구스타’의 한 일화에서, 자신의 인색함에 대해서 불만을 표하는 파우스티나한테 안토니누스는 "우리는 제국을 얻었고 이전에 가졌던 것을 잃었다.”라며 답하였으며, 이는 사적 재산의 형성에 대한 안토니누스의 실제 걱정과 관련 있을 것이다. 민간인 신분일 때, 안토니누스는 다양한 유산을 통해서 개인 자산을 크게 증가시켜 그 결과 친척들을 세심하게 배려했다고 한다. 또한, 안토니누스는 자신이 인색하다는 평판이 남게 했고 “황제 자리의 요구품으로 삼켜질 것”이라며 개인 자산을 남겨두지 않기로 결정했을 것이다.
개인 토지는 매도되거나 양도될 수 있었고, 반면 ‘파트리모니움’ 자산은 공적인 것으로 여겨졌다. 황제의 역할과 황제에 속하는 대부분의 자산이 공공의 것이며, 공식적으로는 원로원과 로마 시민들의 권위에 종속되어 있다는 것처럼 보이게 하려는 방식이었다. 프린켑스의 ‘사적’ 권력이 공직자로서 역할을 흡수하는등 이 구분이 후대의 정치사에서 아무런 역할을 하지 못했다는 점은 황제 관습의 전제적 논리가 이미 옛 공화정적 관습을 포함했다는 것을 증명한다.
이 시기의 공무 처리에 있어서, 적은 정보만이 있을 뿐이지만, 남아있는 것으로만 판단해볼 때, 그의 치세 전후와 비교하여 22년간의 통치 기간은 현저하게 중대한 사건은 없었다. 그렇지만, 안토니누스는 로마 제국 전역에 법에 관한 개정과 절차에 대단한 관심을 가졌다. 그의 주요 관심사 중 하나는 지방의 지역공동체들이 자신들의 법적 절차를 존재하는 로마의 기준에 따르도록 하는 것이었다. 소아시아 지역의 지방 치안관(Irenarch)들의 강도 행위의 억제 문제에 대해서, 안토니누스는 이들 관리들이 용의자들을 이미 유죄를 받은 것처럼 다루지 말 것이며, 또한 로마 총독들에게 상소에 쓰일 수 있는 심문 자료의 사본을 갖고 있도록 명하였다. 또한, 안토니누스가 혁신가는 아니었을지라도, 그는 항상 법을 그대로 따르지는 않았을 것이며 오히려 그는 자애와 평등에 대한 문제에 이끌렸고, 이 신념을 바탕으로 한 많은 여러 새로운 원칙들을 로마법에 도입했다.
이때, 안토니누스 황제는 법률서 저자인 루키우스 풀비우스 아부르니우스 발렌스, 다작가 루키우스 울피우스 마르켈루스, 그 외 세 명 등 거물 법률가 다섯 명의 도움을 받았다. 그 세 명 중에서 가장 유명한 이는 안토니누스가 민간 프로쿠라토르로 전환시킨 전직 군 장교였던 루키우스 볼루시우스 마이키아누스로, 그의 이후 경력으로 보았을 때 안토니누스의 가장 핵심적인 법률 조언가였다(비문 및 인물 연구의 근거물에서 확인되었다. 마이키아누스는 머지않아 여러 프라이펙투스 자리(아래 참조) 간택되었을 뿐만 아니라 마르쿠스 아우렐리우스의 법률 연구도 이끌었다. 그는 또한 ‘유언 신탁’(Fidei commissa)에 대한 방대한 연구서의 저자이기도 하였다. 법학자들과 로마 정부 간의 커진 관계에 대한 증명표로서, 안토니누스의 치세 때 초심자들을 위한 기초 법률 안내서인 ‘가이우스의 법학제요’(Institutes of Gaius)가 출판되었다 (가이우스 (법률가) 참조).
안토니누스는 노예 해방을 촉진하는 조치들을 취했다. 일반적으로, 그는 자유에 대한 주장이 명확하지 않을 때 의문의 자유인에게 유리한 해석을 내려주며, ’친자유’(favor libertatis) 원칙을 선호했다. 또한, 그는 재판 없이 주인이 노예를 죽이는 것을 처벌하였고 지속적으로 학대를 당할 경우에 노예가 프로콘술을 통해서 다른 주인에게 강제로 팔릴 수 있도록 결정하였다. 안토니누스는 여성 노예들의 판매 시에 이들을 매춘에 종사시키는 것을 금지시키는 계약 이행을 지지했다. 형법에선, 안토니누스는 지방 행정관의 경우들처럼 기소된 자들이 재판 전에 죄인처럼 다뤄지지 않아야 한다는 중요한 원칙을 도입했다. 기독교 변증가 순교자 유스티노는 안토니누스에게 기독교 신앙을 옹호하는 연설을 했고, 기독교인에 대한 고발이 증거물이 필요했던 그의 아버지 하드리아누스 황제의 치세를 그에게 상기시켰다. 그는 또한 범죄가 일어난 장소에서 재판이 이뤄지고, 처벌이 이뤄져야한다는 원칙을 주장했다. 그는 노예를 심문할 때 고문의 사용을 어느 정도 제한적으로 자제하도록 했다. 이에 따라, 그는 14세 이하 아이들에게는 고문 적용을 금지했으나 원칙에 예외 조항들이 있기는 했다. 그럼에도, 안토니누스가 교칙을 통해서 당시에 형사 사건에만 적용되었던 고문의 사용을 금전적 사건들에 대한 증거를 얻으려는 수단으로서 확장시켰다는 점은 강조되어야만 한다. 또한, 안토니누스가 전반적으로 도시의 자문회 의원들과 고위직 자유민(honestiores)들을 고문에서 면책했다는 사실에서 확인되었듯이, 이미 이 당시에 낮은 지위의 자유민(humiliores)에 대한 고문이 대대적으로 합법화되었다.
안토니누스의 치세 기간 흥미로운 사건 하나가 148년에 일어나는데, 로마 건국 900주년 행사가 대규모 경기 행사와 함께 거행되었다. 행사는 오래 기간 지속되었고, 코끼리, 기린, 호랑이, 코뿔소, 악어, 하마 등을 포함해 수 많은 이국적 동물들이 죽었다. 900주년 행사가 안토니누스의 인기를 늘린 한편, 검소했던 그는 화폐 가치를 떨어트려야만 했다. 그는 데나리우스의 은 순도를 89%에서 83.5으로 낮췄고, 실제 은 무게는 2.88 그램에서 2.68 그램으로 떨어졌다.
학자들은 안토니누스 피우스를 랍비 유다 하나시의 친구로 여겨지는 인물의 주요 후보로 거론하였다. 탈무드 (아보다 자라 10a–b)에 따르면, 랍비 유다는 로마에서 아주 부유하였고 대단히 존경받은 인물이었다고 한다. 그는 안토티누스 피우스로 추정되는 ‘안토니누스’와 아주 끈끈한 우정 관계를 맺었는데, 안토니누스는 다양한 세속적 및 영적인 문제들에 대해서 랍비 유다에게 조언을 구하였다고 한다.

## 사망

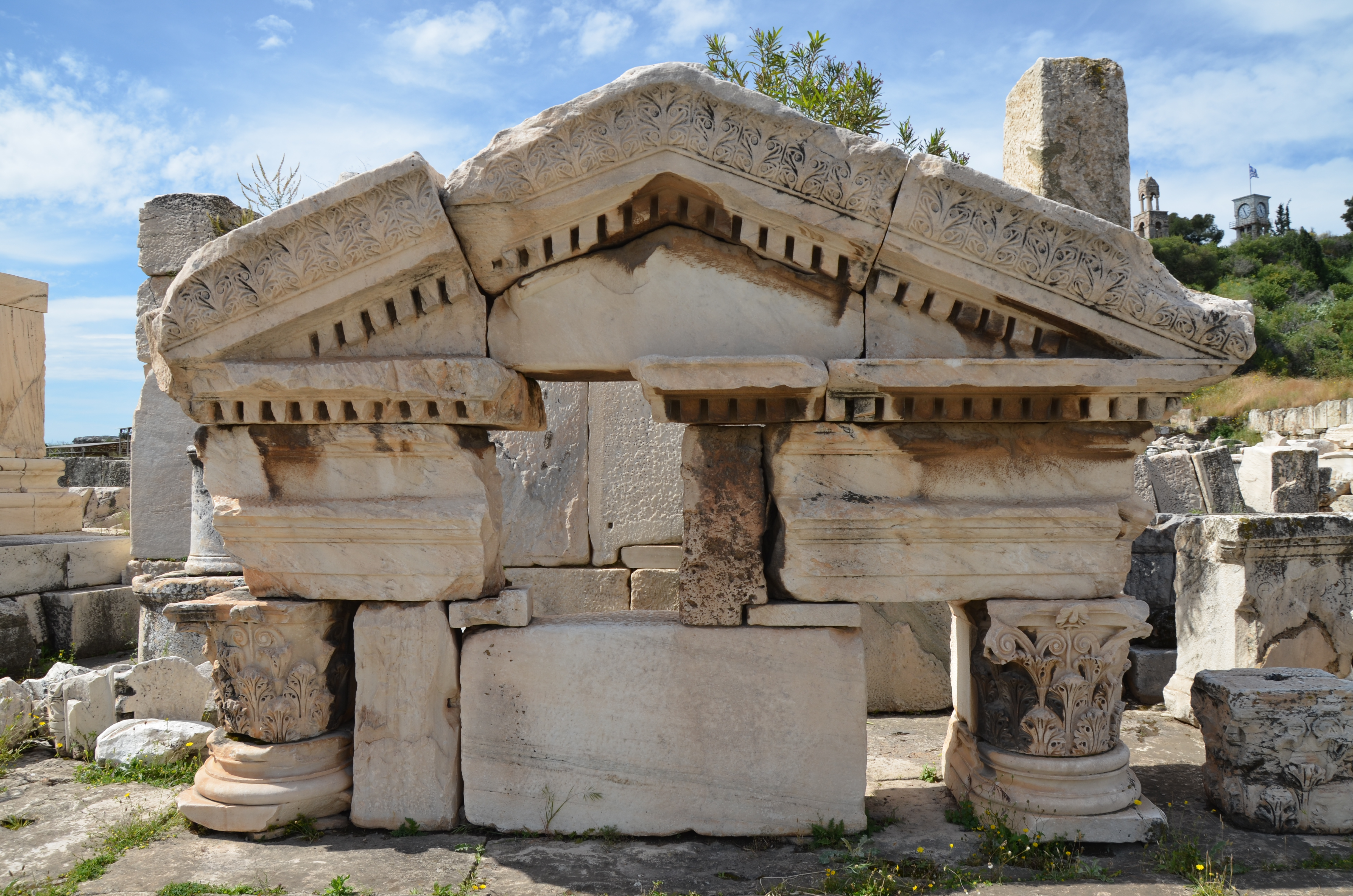
아테네의 하드리아누스 개선문을 모방한 그리스 엘레우시스의 데메테르와 코레 성소 외각에 있는 안토니누스 피우스 개선문의 잔해

156년에, 안토니누스 피우스는 70세를 넘겼다. 그는 코르셋 없이는 스스로 서 있는 것도 어려운 걸 알게 되었다. 그는 아침 응접 동안에 깨어 있을 정신력을 기르기 위해 건조한 빵을 먹기 시작했다.
마르쿠스 아우렐리우스는 부제 등등 추정상속인의 칭호를 받으며, 140년에는 안토니누스와 함께 집정관으로 있었다. 안토니누스가 나이가 들면서, 마르쿠스는 더 많은 행정적 직무들을 가져갔다. 마르쿠스의 행정적 직무들은 안토니누스가 가장 총애하던 조언가들 중 한 명이던 마르쿠스 가비우스 막시무스가 156년 혹은 157년에 사망하면서 더 늘어났다.
20년간, 가비우스 막시무스는 군 보직이긴 했지만 좀 더 비서직 성격을 띠었던 친위대 사령관으로 있었다. 가비우스 막시무스는 원로원 의원이었기에 집정관 휘장 및 서훈들을 수여받았다. 그는 가장 엄격한 규율주의자(히스토리아 아우구스타에 따르면, vir severissimus)라는 평판이 있었고 일부 동료 기사계급 출신 프로쿠라토르들은 그에 대해서 끊임없는 원한을 품었다. 가이우스 켄소리우스 니게르(Gaius Censorius Niger)라는 프로쿠라토르가 가비우스 막시무스가 살아있을 동안에 사망했는데, 유언에서 켄소리우스 니게르는 막시무스를 비난하며, 후임자들 중 한 명이던 연설가 프론토를 진심으로 당혹케하였다.
가비우스 막시무스의 죽음은 지배 세력 내에서 변화를 일으켰다. 법률 조언자 루키우스 볼루시우스 마이키아누스가 회색 추기경 역할을 맡으면서 그런 것으로 추정된다. 마이키아누스는 짧은 기간 이집트의 프라이펙투스였고, 그 뒤에는 로마의 프라이펙투스 안노나이이기도 했다. 정치적 입지가 높아진 것이 마이키아누스였다면, 곧 얼마 안 남았고 전례가 없는 공동 제위를 대비하기 위해 분명히 입지를 올렸을 것이다. 160년에, 마르쿠스와 루키우스는 다음 해의 공동 집정관으로 임명되었다. 아마도 안토니누스는 이미 병을 앓았을 것으로 보이며, 그는 160년이 지나기 이전인 3월 7일 쯤에 사망하였다.

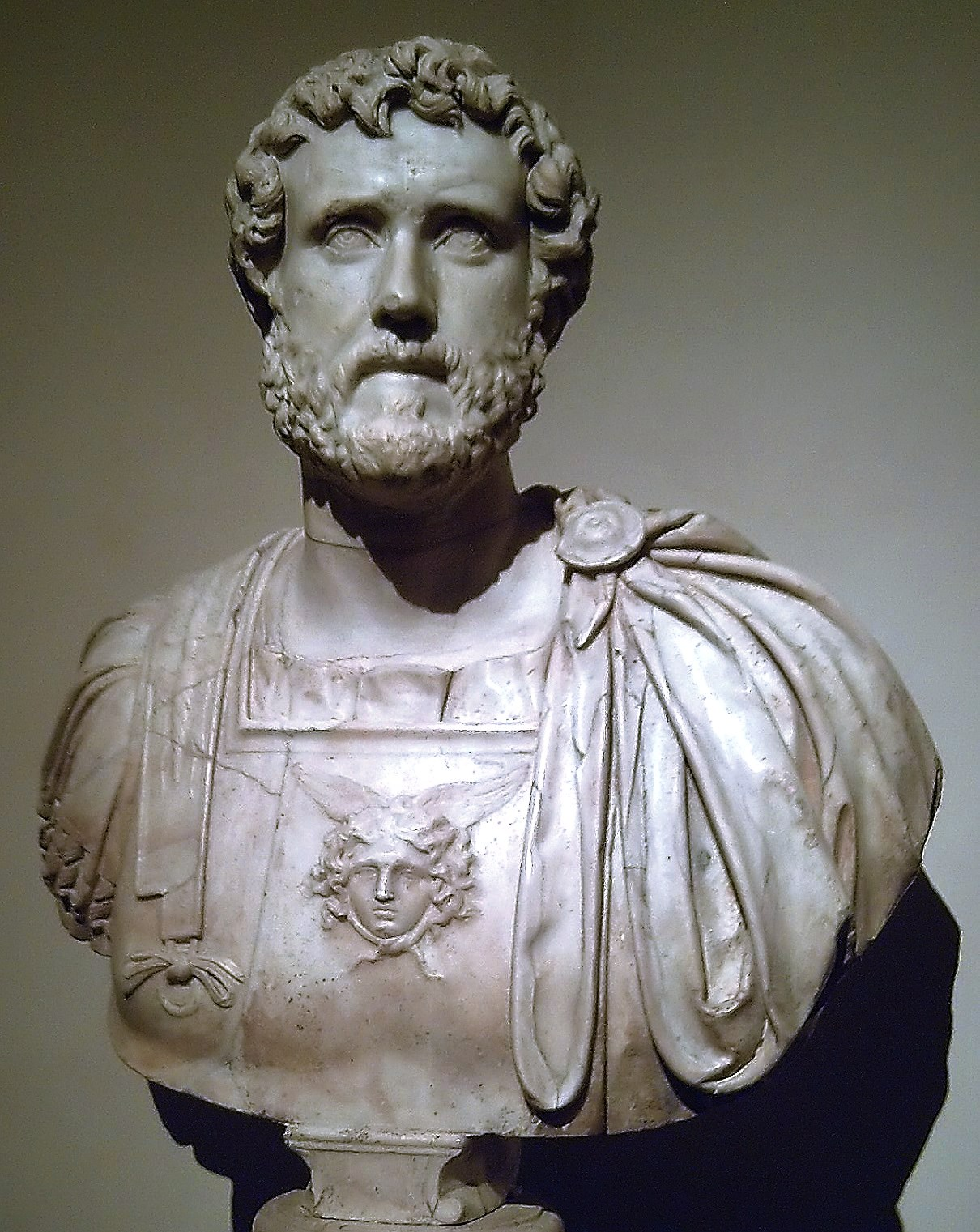
마드리드 프라도 박물관에 있는 안토니누스 피우스의 흉상

그가 사망하기 이틀 전, 전기 작가는 안토니누스가 로마에서 대략 19km 거리 떨어진 에트루리아의 로리움에 있는 집안 대대로 내려오는 사유지에 있었다고 하였다. 그는 저녁에 알프스산 그뤼예르 치즈를 상당히 걸신 들리듯이 먹었다고 한다. 그 날 밤에 음식을 격하게 토하였고, 다음 날에 고열에 시달렸다. 그리고 그 다음 날, 그는 자문회를 소집하여, 정권과 딸을 마르쿠스에게 넘겼다. 안토니누스는 다음과 같이 말을 하며 인생의 주안점을 찍었는데, 야간 경비 담당 트리부누스가 암구호를 묻자, "aequanimitas" (침착)이라 답하였다. 그 뒤에 그는 잠을 다려는 것처럼 몸을 돌리고 사망하였다. 이 죽음으로 아우구스투스 이래로 가장 길었던 통치가 막을 내렸다. 그의 두 번째로 길었던 기록은 168년간 깨지지 않다가 329년에 콘스탄티누스 대제가 넘어섰다.
안토니누스 피우스의 장례식은 전기 작가들의 말로는 ‘공을 들였다’라고 한다. 그의 장례식이 과거 장례식의 방식을 따랐다면, 그의 시신은 캄푸스 마르티우스에 있는 장작더미 위에서 화장되었을 것이고, 그의 영혼은 천상에 있는 신들의 거처로 올라갔을 것이다. 그렇지만, 그랬을 것으로 보이지는 않는데 ‘히스토리아 아우구스타에서 그의 전기 부분에 따르면 (좀 더 이전의 상세한 기록을 재간행한 것으로 추정), 안토니누스의 시신 (화장한 유골이 아니라)은 하드리아누스 영묘에 묻혔다고 한다. 7일간의 국상 (justitium)이 지난 후, 마르쿠스와 루키우스는 자신들의 아버지를 신격화하였다. 안토니누스의 치세 동안에 하드리아누스를 신격화 하려 할 때 행동과는 대조적으로, 원로원은 황제들의 소원에 반대하지 않았다. 숭배 사제 혹은 플라멘이 신격화된 안토니누스 혹은 이제는 ‘디부스 안토니누스’(Divus Antoninus)의 숭배 교단을 담당하도록 임명되었다
캄푸스 마르티우스 내 한 원주가 안토니누스에게 헌정되었고, 신격화 된 아내 파우스티나를 위해 141년에 포룸에 지은 신전은 신격화 된 파우스티나와 신격화 된 안토니누스의 것으로 다시 봉헌되었다. 이 신전은 산 로렌초 인 미란다 교회로 남게 되었다.

## 중국 사절단

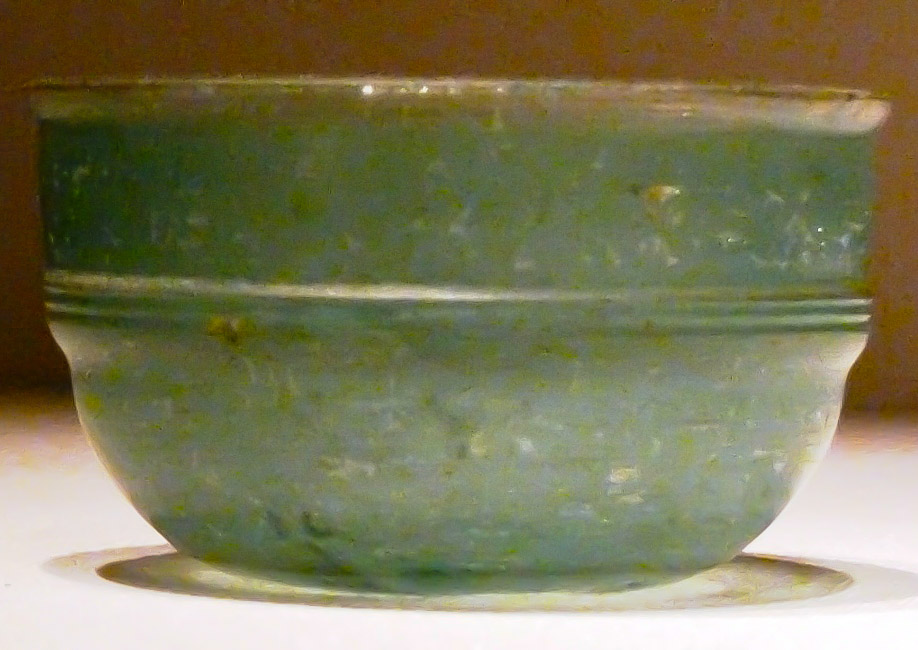
중국 광시에 있는 후한 시대 (서기 25-220년)의 무덤에서 발굴된 녹색 로마 유리잔

로마의 대사급 중국 사절단이라 주장하는 사람들의 최초 무리는 《후한서》에서 서기 166년 기록에 남아있다. Harper (2017)는 이 사절단이 대상 무리였을 것으로 보았는데, 많은 로마 대상들이 인도로 나아가고 일부는 그 너머로 갔을 것으로 추정되는 가운데, 극동 지역으로 갔다고 하는 로마의 공식 대사들에 관한 기록은 없다. 이 무리는 후한의 환제를 만나게 되고 ‘대진 (로마)의 왕’인 ‘안돈’(安敦 āndūn, 안토니누스에서 안톤)의 대사라 주장하였다. 안토니누스가 161년에 사망하고, 로마 제국을 양자인 마르쿠스 아우렐리우스 (안토니누스)에게 남기고, 사절단은 166년에 도착하는 가운데, 두 황제 모두 ‘안토니누스’라 불린 걸 고려할 때 이 사절단을 누가 보냈는가에 대한 혼선은 있다. 이 로마 사절단은 남쪽에서 들어와 (그러므로 바다를 통해서 왔을 것으로 추정), 일남군의 교지군 혹은 통킹 (오늘날의 베트남 북부) 등의 국경 지역을 통해 중국에 입국했다. 이들은 남아시아에서 얻은 것으로 보이는, 코뿔소의 동각(洞角), 상아, 땅거북과의 껍질 등의 진상품을 전달하였다. 후한서는 이 교류가 두 국가 간의 직접적인 접촉이 있었던 첫 사례라고 분명히 전하였다.
추가적으로, 공화정 시대의 로마 유리 그릇 조각이 기원전 1세기 초의 것으로 추정되는, 남중국해를 따라 있는 광저우의 전한 시대 무덤에서 발견되었다. 안토니누스 피우스의 및 아마 심지어는 마르쿠스 아우렐리우스 치세 기간 만들어진 로마 금제 메달들이 당시 중국의 교지군 근처 프놈 왕국 영토였던 베트남 남부의 옥에오에서 발견되었다. 옥에오는 프톨레마이오스가 알렉산드로스라는 그리스 선원이 방문을 하였고 황금반도 (말레이반도) 너머에 있다고 묘사한(서기 150년경) 카티가라라는 항구 도시일 수 있다. 티베리우스에서 아우렐리아누스 치세까지의 로마 주화들이 중국 시안 (한나라의 수도 장안의 지역)에서 발견되었으며, 그럼에도 인도에서 발견된 훨씬 더 많은 양의 로마 주화들은 중국제 비단을 구입하는 데 있어서 중국이나 고대 이란 지역을 가로지르는 비단길 육로가 아니라 로마 해양 교역이 중점이었다는 점을 나타낸다.

## 역사학

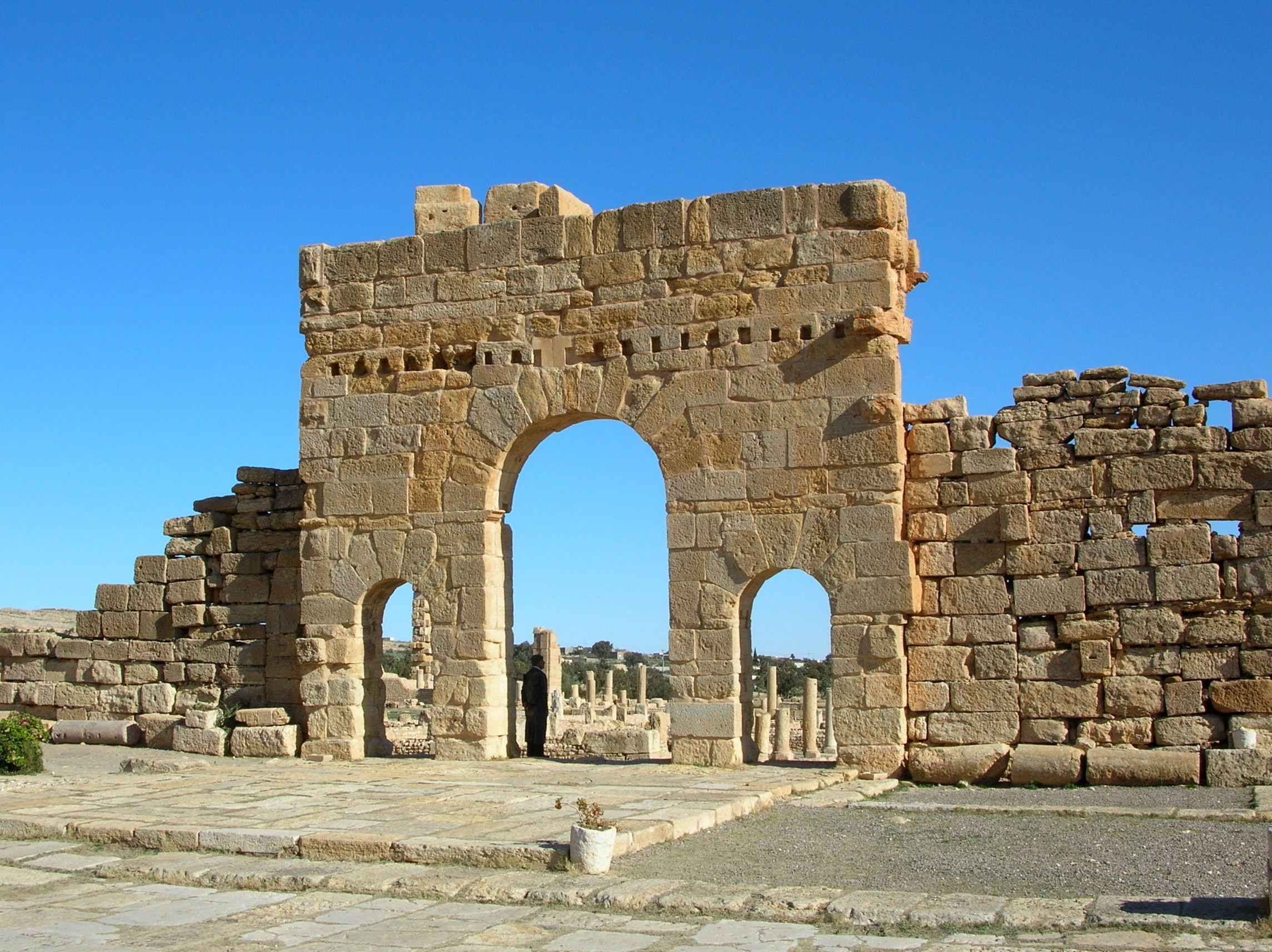
튀니지의 스베이틀라에 있는 안토니누스 피우스의 개선문.

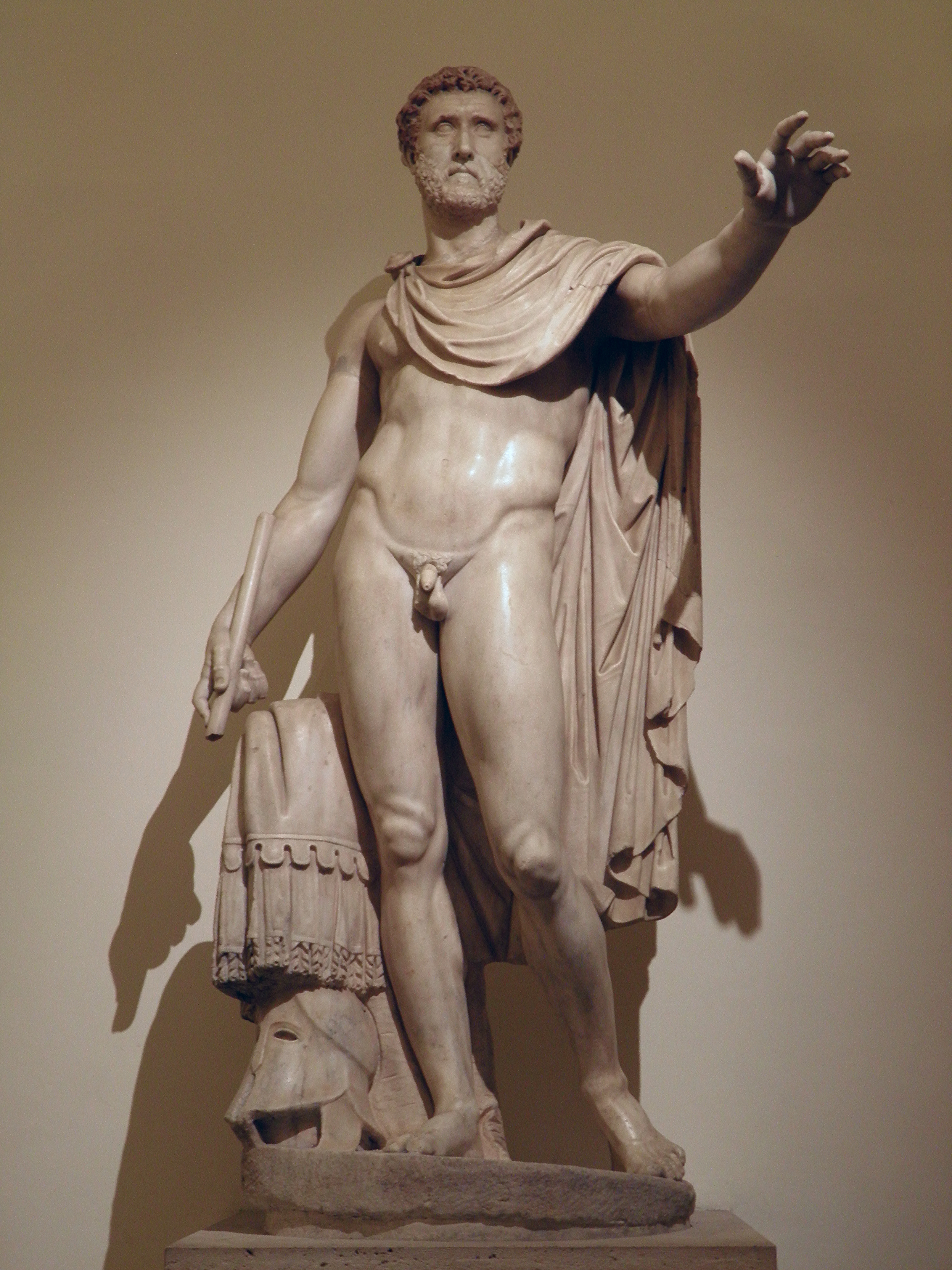
로마의 알템프스 궁전에 있는 안토니누스 피우스의 조각상

현재까지 전해진 안토니누스 피우스에 관한 유일한 원전 기록물은 신뢰하기 어렵고 대부분이 위조된 히스토리아 아우구스타이다. 그럼에도, 이 서적은 꽤나 합리적으로 생각되는 정보를 담고 있는데, 예시로, 영국의 안토니누스 방벽 건립을 언급한 유일한 자료이다. 안토니누스는 로마 황제들 중에서 특이한 편으로, 히스토리아 아우구스타 외에 어떠한 전기전이 존재하지 않았다.

### 후대 학계에서
많은 면에서 안토니누스는 고대 로마인들뿐만 아니라, 에드워드 기번 같은 후대의 고전 역사학자들 혹은 브리태니커 백과사전 제11판의 안토니누스 부분에 대한 저자한테서 극찬을 받은 이상적인 지주 계급의 신사였다.
하드리아누스가 죽은 지 몇 달 안 되어, 그는 황제 자리에 대하여 로마 사람들에게 열렬한 환영을 받았으며, 로마인들은 단 한번도 행복한 치세에 대한 자신들의 예감에 실망해본 적이 없었다. 겸손한 태도, 친절한 성향, 풍부한 경험, 숙련된 지적 능력, 백성들에 대한 복지를 위한 참된 바람을 갖고 안토니누스는 새로운 자리에 들어섰다. 자신의 낭비를 위해서 수탈을 하는 대신에, 곤궁에 처해있는 속주들과 도시들을 지원하기 위해 사고를 털었고, 모든 곳에서 엄격한 경제 정책을 펼쳤다 [(그래서 별칭이 절약하는 자(κυμινοπριστης)이다]. 부적절한 해석의 여지가 있는 그 무엇이든간에 반역으로 과대 해석하는 대신에, 그는 자신에 대해서 조직된 모의들을 자신의 관대함을 보여주는 기회로 바꿨다. 기독교인들에 대한 박해를 선동하기 보다는, 그는 제국 전역에서 이들에 대한 보호의 손길을 뻗쳤다. 제국의 영토 곳곳에 대한 황제의 시찰을 땔 수 없는 것이라 여기는 압박에 놓이기보다는, 그는 로마 혹은 그 인근 지역에서 그의 치세 모든 기간을 보냈다.

일부 역사가들은 그의 치세에 대해서 덜 긍정적인 관점을 가지고 있으며, 역사가 J. B. 베리에 따르면 다음과 같다:
그렇지만 존경스러운 자인 안토니누스는 그렇게 대단한 정치인은 아니었다. 그의 비호 아래에서 로마 제국이 가지고 있던 준비금은 하드리아누스의 활동을 통해 가능할 수 있었으며, 그의 노력으로 인해 그런 것이 아니었다. 다른 한편으로, 그는 그 대가가 무엇이 되었든 평화 정책을 관철하였고, 그리하여 그가 죽은 뒤에 나라에 불운들을 가져왔다. 그는 기발함이나 주도권이 없을 뿐만 아니라, 하드리아누스가 정해놓은 새로운 국경선에 추가적인 뭔가를 할만한 통찰력이나 대단함조차도 없었다.

독일 역사가 에른스트 코르네만은 자신의 논문 Römische Geschichte [2 vols., ed. by H. Bengtson, Stuttgart 1954]에서 안토니누스의 치세가 다가오게 된 대격변을 고려했을 때 "심각하게 낭비된 기회들의 연속"으로 이뤄져 있다고 하였다. 동방의 파르티아인들이 안토니누스 사후에 얼마 안 되어 적지 않은 소란을 피운 것을 생각해볼 때 이 분쟁에 추가적인 부분들이 있다. 코르네만의 논문의 요점은 안토니누스가 외세들을 막을 수 있는 예방 전쟁을 했을 수도 있었다는 점이다. 마이클 그랜트는 안토니누스가 빠르게 행동을 단호히 취했고 (그 사망했을 당시에, 그는 파르티아인들을 상대로 대규모 전쟁을 준비 중이었던 것으로 보인다), 파르티아인들이 전쟁을 할 시기를 택할 수 없을 것이라는 가능성에 대해서 동의는 했으나, 현존하는 증거로는 결정적이지 않다. 그랜트는 평화가 장기간 지속될 상황이 형성되지는 않았지만, 안토니누스와 그의 가신들이 그의 집권기 때 국경 동요를 처리하는 데 단호한 방법을 취했다는 의견을 표했다. 그랜트에 의하면 전반적으로, 안토니누스에 대한 마르쿠스 아우렐리우스의 찬미적인 모습은 당연한 것처럼 보이며, 안토니누스는 보수적이고 국수주의적이었던 것으로 보인다 (그는 친그리스적인 하드리아누스의 모범을 적당히 존중하고 따랐지만). 시민 혹은 반대자의 피로 더럽혀지지 않았던 황제는 누마 폼필리우스의 행운, 평화에 대한 충실함, 종교적 세심함 등을 한 데 묶어 유지하였으며, 그의 법은 모순을 제거하고 가혹함을 줄였다.
크시슈토프 울라노프스키(Krzysztof Ulanowski)는 안토니누스의 군사적 무능에 관한 주장은 과장되었으며, 사료들에서 평화에 대한 안토니누스의 사랑과, 속주를 늘리기보다는 지키려는 노력을 찬미하고 있음을 고려할 때, 그는 스코틀랜드 저지대 정복, 안토니누스 방벽 건설과 게르마니아 수페리오르 확장에서 보여지듯이 평화주의자로 여겨지기 거의 어렵다라고 주장하였다. 울라노프스키는 또한 외교적 수단을 통한 전쟁 억지를 성공한 것에 대해서 안토니누스를 칭찬하였다.

## 후손
자녀 네 명 중에 단 한 명만이 성인까지 생존했지만, 안토니누스는 콤모두스 황제를 포함해 저명한 로마인들의 네 세대의 조상이 되었다. 한스게오르크 플라움은 3세기 전반기에 집정관이 된 안토니누스와 파우스티나의 직계 후손 다섯 명을 확인하였다.
1. 마르쿠스 아우렐리우스 풀부스 안토니누스(Marcus Aurelius Fulvus Antoninus, 138년 이전 사망): 자녀 없이 젊은 나이에 사망함
2. 마르쿠스 갈레리우스 아우렐리우스 안토니누스(Marcus Galerius Aurelius Antoninus, 138년 이전 사망): 자녀 없이 젊은 나이에 사망함
3. 아우렐리아 파딜라(Aurelia Fadilla, 135년 사망): 145년에 보좌 집정관이던 루키우스 플라우티우스 라미아 실바누스와 혼인하였다.[134] 특정하게 알려진 자녀는 없다.
4. 안니아 갈레리아 파우스티나 미노르 (125년과 130–175년 사이의 2월 16일)는 자녀가 몇 있었으며, 이들은 다음과 같다[135]
  1. 안니아 아우렐리아 갈레리아 루킬라 (150년 3월 7일–182?년): 자녀들은 다음과 같다:
    1. 티베리우스 클라우디우스 폼페이아누스

  2. 안니아 갈레리아 아우렐리아 파우스티나 (151년–?):자녀들은 다음과 같다:
    1. 티베리우스 클라우디우스 세베루스 프로쿨루스
      1. 엘라가발루스의 셋째 부인 안니아 파우스티나 황후

  3. 안니아 아우렐리아 파딜라 (159년–211년 이후)
  4. 안니아 코르니피키아 파우스티나 미노르 (160년–213년)

## 참고 문헌
1차 사료
- 카시우스 디오 ‘로마사’, 제70권
- 아우렐리우스 빅토르 "Epitome de Caesaribus", 영어 번역 보관됨 2020-11-08 - 웨이백 머신
- 히스토리아 아우구스타 ‘안토니누스 피우스 전기’, 영어 번역 히스토리아 아우구스타는 유사역사적인 요소들을 포함하고 있음을 참조.

2차 사료
- Weigel, Richard D. “Antoninus Pius (A.D. 138–161) De Imperatoribus Romanis”.
- Bowman, Alan K. (2000). 《The Cambridge Ancient History: The High Empire, A.D. 70–192》. Cambridge University Press.
- Birley, Anthony (2000). 《Marcus Aurelius》. Routledge.
- Bury, J. B. (1893). 《A History of the Roman Empire from its Foundation to the Death of Marcus Aurelius》. Harper.
- Cooley, Alison E. (2012). 《The Cambridge Manual of Latin Epigraphy》. Cambridge University Press. ISBN 978-0-521-84026-2.
- Hill, John E. (2009). 《Through the Jade Gate to Rome: A Study of the Silk Routes during the Later Han Dynasty, First to Second Centuries CE》. BookSurge. ISBN 978-1-4392-2134-1.
- Hüttl, W. (1936) [1933]. 《Antoninus Pius》. I & II, Prag.
- 본 문서에는 현재 퍼블릭 도메인에 속한 브리태니커 백과사전 제11판의 내용을 기초로 작성된 내용이 포함되어 있습니다. This source lists:
  - Bossart-Mueller, Zur Geschichte des Kaisers A. (1868)
  - Bryant, The Reign of Antonine (Cambridge Historical Essays, 1895)
  - Lacour-Gayet, A. le Pieux et son Temps (1888)
  - Watson, P. B. (1884). 〈ii〉. 《Marcus Aurelius Antoninus》. London: New York, Harper.